# Opsodoras boulengeri
Opsodoras boulengeri är en fiskart som först beskrevs av Steindachner, 1915.  Opsodoras boulengeri ingår i släktet Opsodoras och familjen Doradidae. Inga underarter finns listade i Catalogue of Life.